# Fio Maravilha
João Batista de Sales, meglio conosciuto come Fio Maravilha (Conselheiro Pena, 19 gennaio 1945), è un ex calciatore brasiliano.

## Carriera
Fratello di Germano, in Brasile ha giocato per Flamengo, Paysandu Sport Club, CEUB, Desportiva Capixaba e São Cristóvão de Futebol e Regatas.
Più tardi si è trasferito negli Stati Uniti, dove ha giocato per Eagles di New York, Belo Monte Panthers e San Francisco Mercury. Il singolo Fio Maravilha è stato scritto su di lui nel 1972 da Jorge Ben (più tardi conosciuto come Jorge Ben Jor). Il musicista ha partecipato a una partita amichevole tra Flamengo e Benfica nello stadio Stadio Mário Filho. Fio Maravilha è stato lasciato fuori dalla formazione titolare del Flamengo dal tecnico Mário Zagallo, ma un coro di tifosi ne chiese l'ingresso in campo, cosa che avvenne nel secondo tempo. Dopo 33 minuti ha segnato il gol che è stato poi citato nella canzone.
Come il risultato di una controversia legale tra Jorge Ben e Fio Maravilha il titolo della canzone è stata poi cambiata in Filho Maravilha. Nel 2007, Fio diede il permesso al musicista di utilizzare Fio Maravilha come nome nel titolo.
Fio Maravilha attualmente vive a San Francisco, dove ha lavorato nelle consegne della pizza. È in seguito divenuto allenatore di calcio giovanile.